# Криулянский район
Криуля́нский райо́н (рум. Raionul Criuleni, Район Криуляны) — административно-территориальная единица Республики Молдова.

## История
Как и большинство районов Молдавской ССР, образован 11 ноября 1940 года с центром в селе Криулень. До 16 октября 1949 года находился в составе Оргеевского уезда, после упразднения уездного деления перешёл в непосредственное республиканское подчинение.
С 31 января 1952 года по 15 июня 1953 года район входил в состав Кишинёвского округа, после упразднения окружного деления вновь перешёл в непосредственное республиканское подчинение.
9 января 1956 года в состав Криулянского района передана большая часть упраздняемого Вадул-луй-Водского района. Впоследствии почти все эти территории вошли в состав муниципия Кишинёв. Тогда же в состав Криулянского района передана небольшая часть упраздняемого Сусленского района.
30 марта 1962 года Криулянский район был ликвидирован, а его территория передана в Бульбокский, Дубоссарский, Оргеевский и Страшенский районы. Через 4,5 года (27 декабря 1966 года) восстановлен. При этом в состав Криулянского района отошли сельсоветы бывшего Вадул-луй-Водского района, ранее переданные в состав Новоаненского района.
С 1999 года по 2002 год, в рамках проводимой административной реформы, район являлся частью Кишинёвского уезда. После упразднения уездного деления, район вновь стал самостоятельной административной единицей.

## География
Район расположен в восточной части страны. На востоке ограничен рекой Днестр. Соседние районы: Оргеевский, Страшенский, Новоаненский, а также муниципий Кишинёв.

## Население
|          | 2003 год | 2004 год | 2005 год | 2006 год |
| -------- | -------- | -------- | -------- | -------- |
| Криуляны | 10 000   | 10 000   | 8 300    | 7 100    |
| сёла     | 62 800   | 62 800   | 63 900   | 64 900   |
| Всего:   | 72 800   | 72 800   | 72 200   | 72 000   |

## Достопримечательности
- Балабанештский парк площадью 5 га. возле села Балабанешты
- Миклештский парк площадью 2 га. возле села Миклешты
- Пещера «Сюрпризная»